# جنگل‌های کاج بلیز
جنگل‌های کاج بلیز (به لاتین: Belizian pine forests) یک جنگل و منطقهٔ مسکونی در بلیز است.